# الکساندر کوکورین
الکساندر الکساندروویچ کوکورین (روسی: Алекса́ндр Алекса́ндрович Коко́рин؛ زاده ۱۹ مارس ۱۹۹۱) بازیکن فوتبال اهل روسیه است که برای باشگاه فیورنتینا بازی می‌کند.
در اکتبر ۲۰۱۸، او به جرم ضرب و شتم دستگیر شد و در نهایت حدود یکسال را در زندان سپری کرد.